# Dendrotion onychogalea
Dendrotion onychogalea is een pissebed uit de familie Dendrotionidae. De wetenschappelijke naam van de soort is voor het eerst geldig gepubliceerd in 1998 door Cohen.